# Random Priming
Als Random priming (oder auch random-primed oligo-labeling) wird in der Molekularbiologie eine Technik zur Markierung von DNA bezeichnet. Dabei synthetisiert man an denaturierte (einzelsträngige) DNA mit Hilfe von kurzen Primern als Startpunkt einen markierten Gegenstrang.
Die Methode beruht auf den Arbeiten von Andrew P. Feinberg und Bert Vogelstein von der Johns Hopkins University. Mit über 21.000 im Web of Science annotierten Zitierungen gehört sie zu den meistzitierten Arbeiten in der Molekularbiologie. 
Zu Beginn wird die zu markierende DNA nach Zugabe eines Gemisches aus Oligonukleotiden, meist Hexaoligonukleotide mit zufälliger Sequenz, bei 95 °C denaturiert. Während des Abkühlens auf Raumtemperatur lagern sich passende Oligonukleotide an komplementäre Sequenzabschnitte der DNA an (annealing). Das als Klenow-Fragment bezeichnete Fragment der DNA-Polymerase I aus E. coli nutzt diese Primer, um den Gegenstrang bei 37 °C mit Hilfe markierter Nukleotide zu synthetisieren. Man benutzt das Klenow-Fragment, da dieses zwar von 5' nach 3' synthetisieren (Polymerase-Aktivität) und von 3' nach 5' Nukleotide herausschneiden kann (Exonuklease-Aktivität), jedoch nicht von 5' nach 3' schneidet. Das Klenow-Fragment fällt durchschnittlich nach 500 bis 2000 Basen von der Vorlage ab.
Die Markierung der DNA erfolgt wie bei der Nick translation dadurch, dass radioaktiv markierte (z. B. [α-32P]dATP) oder mit einem Markierungs-Molekül (Digoxygenin, Biotin, Fluoreszenzfarbstoff) verknüpfte Nukleotide eingesetzt werden. Durch die nur kurzen zu synthetisierenden Stränge ist dieses System sehr einfach und schnell. Vor der Anwendung werden die DNA-Moleküle, z. B. durch Größenausschluss-Chromatographie, von den nicht eingebauten Nukleotiden abgetrennt.